# Dublin Murders
Dublin Murders è stata una serie televisiva irlandese creata da Sarah Phelps, è trasmessa dal 14 ottobre 2019 nel Regno Unito su BBC One e dal 16 ottobre 2019 in Irlanda su RTÉ One. La serie è basata sui primi due romanzi In the Woods (Nel bosco) e The Likeness (La somiglianza) della saga di gialli Dublin Murder Squad, scritti da Tana French.
In Italia, la serie viene distribuita settimanalmente dal 10 novembre 2019 sul servizio streaming Starz Play.

## Trama
La serie segue le vicende degli investigatori Rob Reilly e Cassie Maddos, che, dopo il ritrovamento del cadavere di una bambina, si mettono subito sulle tracce di un presunto assassino della periferia della città. Presto però il caso si intreccia con altri terribili crimini, complicando le indagini e lo stesso rapporto tra Rob e Cassie.

## Episodi
| Stagione       | Episodi | Prima TV UK | Pubblicazione Italia |
| -------------- | ------- | ----------- | -------------------- |
| Prima stagione | 8       | 2019        | 2019                 |

## Luoghi delle riprese
Le riprese sono cominciate nel 2018 a Belfast e Dublino e  si sono concluse a Dublino alla fine di febbraio 2019.

## Distribuzione
La serie è composta da otto episodi ed è stata acquistata anche da Starz per la messa in onda negli Stati Uniti e in Canada, mentre Starz Play detiene i diritti di distribuzione in Italia, Germania, Francia, Spagna e Brasile. Ha debuttato su Starz il 10 novembre 2019.